# Zlogona Gora
Zlogona Gora is een plaats in Slovenië en maakt deel uit van de gemeente Oplotnica in de NUTS-3-regio Podravska. De plaats telde 97 inwoners op 1 januari 2020.